# ديانا كليموفا
ديانا كليموفا (بالروسية: Климова, Диана Андреевна)‏ هي دراجة روسية، ولدت في 8 أكتوبر 1996.

## روابط خارجية
- ديانا كليموفا على موقع الاتحاد الدولي للدراجات (الإنجليزية)
- ديانا كليموفا على موقع أرشيف الدراجات (الإنجليزية)
- ديانا كليموفا على موقع إحصائيات الدراجات الإحترافية (الإنجليزية)